# Список вулканов Французских Южных и Антарктических территорий
Список действующих и потухших вулканов Французских Южных и Антарктических территорий.
| Название                             | Высота | Высота | Местоположение                  | Последнее извержение |
| Название                             | метры  | футы   | Координаты                      | Последнее извержение |
| Амстердам (остров)                   | 881    | 2890   | 37°50′ ю. ш. 77°31′ в. д.       | Голоцен              |
| Бумеранг (подводная гора)            | −650   | −2133  | 37°43′16″ ю. ш. 77°49′30″ в. д. | 1995                 |
| Остров Свиньи                        | 775    | 2543   | 46°06′ ю. ш. 50°14′ в. д.       | Голоцен              |
| Восточный остров или Восточный Крозе | 1090   | 3576   | 46°26′ ю. ш. 52°12′ в. д.       | Голоцен              |
| Остров-Владение                      | 934    | 3064   | 46°25′ ю. ш. 51°45′ в. д.       | Голоцен              |
| Острова Кергелен                     | 1840   | 6037   | 49°35′ ю. ш. 69°30′ в. д.       | Голоцен              |
| Сен-Поль (остров)                    | 268    | 879    | 38°43′ ю. ш. 77°32′ в. д.       | 2009                 |